# لژیونر (فیلم ۱۹۹۸)
لژیونر (به انگلیسی: Legionnaire) یک فیلم تاریخی و جنگی آمریکایی به کارگردانی پیتر مک‌دونالد محصول سال ۱۹۹۸ میلادی با بازی ژان-کلود ون دام در نقش بوکسوری در دهه ۱۹۲۰ میلادی که برای فرار از دست گانگسترها به ارتش لژیون خارجی فرانسه می‌پیوند.

## تولید
فیلم‌برداری اصلی در آواخر سال ۱۹۹۷ و اوایل ۱۹۹۸ میلادی در طنجه، ورززات و مراکش انجام شد.
همچین این فیلم نظرات متفاوتی را از منتقدین سینما دریافت کرد.

## داستان
«آلن» (ژان کلود ون دام) بوکسوری است که از مافیای مارسی پول دریافت می‌کند تا در یک مبارزه شکست بخورد. وقتی او برخلاف قرارش برنده می‌شود به همراه دوست دخترش “کاتریناً به آمریکا می‌گریزد. اما نقشه فرارش شکست خورده و او با پیوستن به ارتشِ لژیونر فرانسه فرار می‌کند…

## بازیگران
| بازیگر                | نقش               |
| --------------------- | ----------------- |
| ژان کلود ون دم        | آلن لوفر          |
| آدواله آکینویه آگباجه | لوتر              |
| استیون برکوف          | گروهبان استینکمپ  |
| نیکولاس فارل          | مکینتاش           |
| جیم کارتر             | لوسین گالگانی     |
| آنا سوفرنویچ          | کاترینا           |
| دنیل کالتاگیرون       | گیدو روزتی        |
| جوزف لانگ             | ماکسیم            |
| ماریو کالی            | رنه گالگانی       |
| جو مونتانا            | جولوت             |
| کیم رومر              | سروان روسلوت      |
| آندرس پیتر برو        | ستوان شارلی       |
| پل کینمن              | رولف برونر        |
| وینسنت پیکرینگ        | ویکتور            |
| تاکیس تریگلیس         | متز               |
| تام دلمار             | لگروس             |
| کمال کریفا            | عبدالکریم الخطابی |

## انتشار فیلم
این فیلم در ایالات متحده آمریکا به صورت فیلم ویدئویی منتشر شد زیرا کمپانی توزیع کننده لاینزگیت پیش‌بینی می‌کرد این فیلم در گیشه ضعیف عمل کند، زیرا در آن زمان قدرت محبوبیت فیلم‌های ون دام به شدت کاهش یافته بود.